# Балахнин, Александр Николаевич
Алекса́ндр Никола́евич Балахни́н (1 апреля 1955, Белая Калитва, Ростовская область, СССР) — советский и российский футболист и российский футбольный тренер, играл на позиции вратаря.
Младший брат Сергей также тренер и футболист.

## Биография
Начинал играть в Белой Калитве. Выступал за таганрогское «Торпедо», «Терек», «Кубань», ростовские СКА и «Ростсельмаш», АПК Азов и «Лада» Тольятти.
Выпускник факультета физвоспитания Ростовского педагогического института.
Тренер команд «Лада», «Локомотив» Нижний Новгород, «Торпедо» Арзамас, «Витязь» (Подольск) и «Ростов».

## Достижения
Чемпион РСФСР в составе «Кубани» (1987).